# بورلی میچل
 بورلی میچل (انگلیسی: Beverley Mitchell؛ زادهٔ ۲۲ ژانویهٔ ۱۹۸۱) یک هنرپیشه، و خواننده اهل ایالات متحده آمریکا است. وی از سال ۱۹۹۰ میلادی تاکنون مشغول فعالیت بوده‌است.
از فیلم‌ها یا برنامه‌های تلویزیونی که وی در آن نقش داشته است می‌توان به اره ۲، اره ۳، اره ۵ اشاره کرد.